# Васил Киселков
Васил Славов Киселков е български славист и преводач.

## Биография
Роден е на 17 ноември 1887 г. в град Котел. Получава основно и прогимназиално образование в родния си град, а впоследствие завършва гимназия в гр. Варна. След завършване на гимназиалното си образование през 1907 г. е назначен за първи учител на българчетата в с. Пет могили – Шуменско, където работи в продължение на две години. В 1909 г. започва да следва славянска филология и литература в София. Завършва Софийския университет, а след това защитава докторска дисертация на тема „Християнството и книжнината у българските славяни“ в Загреб през 1914 г. От 1914 до 1924 г. работи като гимназиален учител по български език и литература в различни градове на страната: Сливен, Котел, Карнобат, Ямбол. През 1924 – 1925 г. специализира славистика във Виена. След завръщането си в България постъпва като учител в Софийската семинария, където се и пенсионира през 1950 г.
Васил Киселков се интересува особено живо от българската литература, особено от тази написана в периода XIV-XV век. Превежда на новобългарски пространните жития на Кирил и Методий, беседата на Презвитер Козма, житията на Иван Рилски, Похвалното слово за патриарх Евтимий от Григорий Цамблак, Рилската повест на Владислав Граматик и други.
Награждаван е два пъти с орден „Кирил и Методий“ – I степен.

## Произведения

### Книги
1. „Презвитер Козма и неговата беседа против богомилите“ – 1921 г., Карнобат, 96 стр.
2. „Панонските легенди или пространните жития на славянските просветители Кирил и Методий“ – 1923 г., Ямбол, 55 стр.
3. „Славянските просветители Кирил и Методий – живот и дейност“, 1923 г., 173 стр.
4. „Житието на свети Теодосий Търновски като исторически паметник“ – 1926 г., София, 84 стр.
5. „Св. Теодосий Търновски“ – 1926 г., София, 53 стр.
6. „Григорий Синаит“ – „Духовна култура“ и отделно, 1928 г., София, 32 стр.
7. „Българската книжнина през Симеоновия век“ – 1928 г., София, 32 стр.
8. „Кирил и Методий“ – 1931 г., София, 96 стр.
9. „Беседа против богомилите“ – 1934 г., София, 52 стр.
10. „Патриарх Евтимий, от Григорий Цамблак“ – 1935 г., София, 24 стр.
11. „Рилският манастир“ – 1937 г., София, 160 стр.
12. „Патриарх Евтимий“ – 1938 г., София, 320 стр.
13. „Жития на светите братя Кирил и Методий“ – 1938 и 1942 г., Изд. на Хемус, 84 стр.
14. „Презвитер Козма, беседа против богомилите“ – 1938 и 1942 г., Изд. на Хемус, 100 стр.
15. „Свети Иван Рилски /жития/“ – 1940 г., София, 88 стр.
16. „Свети Климент Охридски“ – 1941 г., София, 148 стр.
17. „Митрополит Григорий Цамблак“ – 1943 г., 68 стр.
18. „Българската книжнина през Симеоновия век“ – 1943 г., 96 стр.
19. „Славянските просветители Кирил и Методий“ – 1946 г., 436 стр.
20. „Митрополит Григорий Цамблак“ – 1946 г., София, 68 стр.
21. „Владислав Граматик и неговата Рилска повест“ – 1947 г., 72 стр.
22. „Проуки и очерти по старобългарска литература“ – 1956 г., издание на БАН, 400 стр.
23. „Софроний Врачански“ – 1963 г., Изд. на БАН, 230 стр.

### Студии и статии
1. „Из живота на Раковски в Цариград“ – списание на Академията, ХХVI, 1922 г., общо 47страници.
2. „Кога се е покръстил княз Борис“ – сп. „Училищен преглед“, 1924 г., общо 7 страници.
3. „Средновековна Панония и Синаитовият манастир“ – Сборник в чест на проф. Златарски, 1925, общо 16 страници.
4. „Забравеният среднобългарски писател Григорий“ – „Училищен преглед“, кн.VIII, 1925 г., 21 стр.
5. „Богомилски книги и легенди“, сп.“Родна реч“, г.I, кн.II, 1927 г.,3 стр.
6. „Български книжовници през времето на цар Симеона“ – сп. „Родна реч“, кн.IV, 1929 г., общо 13 страници.
7. „Тристат – военачалник, в похвалното слово за Търновския патриарх Евтимий“ – „Български преглед“, год.I, кн.2, 1929 г., 2 стр.
8. „Св. Ромил Видински“ – сп. „Духовна култура“, кн. 40 и 41, 1929, общо 30 страници.
9. „Килифарският отшелник Теодосий“ – „Българска Историческа Библиотека“, г.I, кн.2, 1929 г., общо 33 страници.
10. „Патриарх Евтимий /живот и обществена дейност/“ – „Българска Историческа Библиотека“, г.II, кн.III, 1929, общо 36 страници.
11. „Житие на света Параскева /увод и текст/“ – „Българска Историческа Библиотека“, г.III, т.I, 1930 г., общо 28 страници.
12. „Похвално слово за св. Михаила – воин“, „Духовна култура“, кн.44, 1930 г., 7 стр.
13. „Митрополит Йоасаф Видински и словото му за св.Филотея“ – „Българска Историческа Библиотека“, год.IV, т.I, 1931 г., общо 38 страници.
14. „Евтимиевият ученик Андрей“ – „Училищен преглед“, м. февруари, г.30, 2, 1931, 9 стр.
15. „Делото на славянските първоучители“ – „Славянска библиотека“, кн.1-2, г.IХ, 1932 г., общо 25 страници.
16. „Патриарх Калистовата грамота от 1355 г.“ – сп. „Духовна култура“, кн.50, 1932 г., общо 12 страници.
17. „Проложното житие на св. Иван Рилски“ – сп. „Духовна култура“, кн.54-55, общо 8 страници.
18. „Григорий Цамблак“ – сп. „Училищен преглед“, 1935 г., кн.9, общо 19 страници.
19. „Рилският манастир“ – сп. „Просвета“, г.I, 1935, общо 8 страници.
20. „Св. Иван Рилски и неговият манастир“ – сп. „Български воин“, г.ХIV, кн.I, 1936 г., 7 стр.
21. „Патриарх Евтимий“ – сп. „Български воин“, г.ХIV, кн.II, 1936 г., 7стр.
22. „Кирилицата и св. Климент“ – сп. „Духовна култура“, кн.76, 1936, общо 5 страници.
23. „Хан Исперих“ – сп. „Подофицерски журнал, 1936 г., кн.57, 4 стр.
24. „Хан Тервел“ – сп. „Български воин“, 1936 г., кн.10, 4 стр.
25. „Митрополит Киприан“ – сп. „Просвета“, г.II, кн.6, 1937, общо 12 страници.
26. „Църковно-религиозният живот през второто българско царство“ – вж. Сборник „Второ българско царство“, 1937 г., 5 стр.
27. „Исихаството“ – сп. „Просвета“, г.III, кн.3, 1937 г., общо 12 страници.
28. „Безименното житие на св. Ивана Рилски“ – „Известия на Историческото дружество“, кн. ХIV-ХV, 1937 г., общо 16 страници.
29. „Началото на българския държавен, църковен и литературен живот4 – сп. „Духовна култура“, кн.1-2, 1939, общо 16 страници.
30. „Рилският книжовник Мардарий“ – сп. „Учил. преглед“, кн.IХ, 1939 г., общо 18 страници.
31. „Среднобългарска антология“ – сп. „Просвета“, 1939 г., кн.4, 6 стр.
32. „Народността на Владислава Граматик“ – сп. „Отец Паисий“, г.ХIII, кн.2, 1940, общо 12 страници.
33. „Подвигът на светите Солунски братя“ – „Духовна култура“, г. ХХI, кн.9-10, 1940, 4 стр.
34. „Как е създадена българската държава“ – Войнишка библиотека, кн.11, 1940 г., 10 стр.
35. „Великият Патриарх на България“ – Войнишка библиотека, кн.11, 10 стр.
36. „Св. Иван Рилски“ – сп. „Отец Паисий“, г. ХV, кн.2-3, 1942 г., 4 стр.
37. „Книжовната дейност на народните будители“ – сп. „Вера и живот“, г.Х., кн.8, 1943 г., 2 стр.
38. „По въпроса за народността на светите братя Кирил и Методий“ – сп. „Просвета“, г.IХ, кн.3, 1943.
39. „Владислав Граматик живял ли е в Рилския манастир“ – сп. „Учителски преглед“, кн.8, 1943, общо 10 страници.
40. „Автентичен ли е Рилският хрисовул“ – Сп. на БАН, кн.70, 1944, общо 41 страници.
41. „Патриарх Евтимий“ – сп. „Отец Паисий“, г. ХV, 1942 г.
42. „Родното място на Владислава Граматик“ – Известия на бълг. истор. д-во, кн. ХIХ-ХХ, 1944 г.
43. „Рилският манастир като духовно огнище“ – сп. „Духовна култура“, г.26, кн.9 и 10, 1946, общо 5 страници.
44. „Св. Климент Охридски“ – сп. „Християнка“, кн.9-10, 1946 г.
45. „Кирил и Методий в Рим и папа Адриан II“ – сп. „Исторически преглед“, кн.1, 1946 г., 6-7 страници.
46. „Нов лъч върху книжовната дейност на Владислава Граматика“ – „Известия на Българското историческо дружество“, кн. ХХI –ХХIV, 1948 г., общо 10 страници.
47. „Векът на Презвитер Козма“ – сп. „Език и литература“, г.IV, кн.3, 1949, 14 стр.
48. „Преносът на мощите на св. Иларион Мъгленски в Търново“ – сп. „Духовна култура“, г. ХХХ, кн.9-10, стр.2.
49. „Сидор Фрязин и Яков Ценцал“ – „Известия на Института за българска история“, кн.3-4, общо 8 страници.
50. „Виктор Григорович, Иван Богоров и неизвестното им познанство“ – „Известия на института за българска история“, кн.V, 1954 г., общо 22 страници.
51. „Най-старата славянска азбука“ – сп. „Език и литература“, г.Х, кн.3, 1955 г., общо 6 страници.
52. „Кога е умрял Софроний Врачански“ – сп. „Исторически преглед“, г.ХII, кн.6, 1956, 3 стр.
53. „Първото печатно съчинение от български автор“ – сп. „Език и литература“, г.ХII, кн.VI, 1957 г., 1-2 страници.
54. „Съществувал ли е поп Богомил?“ – сп. „Исторически преглед“, ХIV, кн.2, общо 11 страници.
55. „Епископ Поликарп Цонков неизвестен внук на Софроний Врачански“ – сп. „Духовна култура“, кн.7-8, 9 и 12, 1959 г., общо 17 страници.
56. „Спомоществователите на Софроний Врачански“ – сборник „Изследвания в чест на Марин Дринов“, София, 1960 г., Институт за история, 3 страници.
57. „Към биографията на Софроний Врачански“ – сп. „Исторически преглед“, кн.5, 1961 г., 3 стр.
58. „За авторството на пространните жития на Кирил и Методий“ – „Известия на института за българска литература“, 1962 г., общо 23 страници.
59. „Сава Доброплодни“ – сп. „Исторически преглед“, кн.4, 1968 г., общо 10 страница.

### Други публикации
1. „Забравен дълг“ – в. „Дневник“, бр.2667, год.IХ, 9.I.1910 г.
2. „Уроци по български език за I прогимназиален клас“ – в съавторство със З. Киров и Н. Тодоров, 1926 г., София.
3. „Уроци по български език за II прогимназиален клас“ – в съавторство със З. Киров и Н. Тодоров, 1926 г., София.
4. „Уроци по български език за III прогимназиален клас – в съавторство със З. Киров и Н. Тодоров, 1926 г., София.
5. „Уроци по църковно-славянско четене за I и II прогимназиален клас“ – в съавторство със З. Киров и Н. Тодоров, 1926 г., София
6. „Една книга върху българската църковна история“ – „Духовна култура“, кн.30-31 /1926 г./ и кн.32-33 /1927 г./, 14 страници.
7. „Нещастният български правопис“ – „Църковен вестник“, бр.11 от 17.III.1928 г.
8. „Цар Симеон като книголюбец“, сп. „Листопад“, год. Х, кн.IV, 1929 г., 5 страници.
9. „Рутина, невежество и схоластика в новите учебници по граматика“, „Учителски вестник“, бр.7 от 29.Х.1932 г.
10. „Граматически недомислици“ – „Родна реч“, г. VI, кн.5, 1933 г., 4 стр.
11. „Из историята на св. Ивановите мощи“ – „Църковен вестник“, г. ХХХVI, бр.41 от 3.ХI.1934 г., 3 стр.
12. „Козма Презвитер, от проф. М. Г. Попруженко“ – в. „Мир“ от 18.VII.1936 г.
13. „Проф. Д-р Младенов, сравнително индоевропейско езикознание“ – „Духовна култура“, кн.79, 1937 г., 3 стр.
14. „Л. Ковачев, стара българска литература“ – „Училищен преглед“, кн.4, 1937 г., 7 стр.
15. „М. Генов, начало и разцвет на старобългарската литература“ – „Училищен преглед“, 1937 г., 5 стр.
16. „Софийската Духовна Семинария“ – сп. „Сердика“, кн.10, 1938 г., 6 стр.
17. „Поезия и религия от Хр. Недялков“ – в. „Църковен вестник“, бр.8, 19.II.1943 г.
18. „Делото на светите Солунски братя“ – в. „Църковен вестник“, бр.21, г.44 от 21.Vл1943 г.
19. „Народните будители“ – в. „Войнишки вести“, бр.340 от 30.Х.1943 г. и бр.341 от 2.ХI.1943 г.
20. „Свети Климент Охридски“ – в. „Просветно единство“, бр.322 от 15.ХII.1943 г.
21. „Свети Кирил и Методий какви са били по народност“ – в. „Зора“, бр.7366 от 18.I.1944 г.
22. „Българската история от Ив. Пастухов“ – в. „Литературен фронт“, бр.7 от 7.ХI.1944 г.
23. „За делото и за славянския произход на Кирил и Методий“ – „Младежка искра“, бр.14, г. ХVIII от 24.V.1945 г.
24. „За произхода на името „БЪЛГАРИ“ – в. „Литературен фронт“, бр.22 от 24.III.1945 г.
25. „Литературно паразитство“ – в. „Радикал“, бр.17, г. ХХХI от 23.I.1946 г.
26. „По въпроса за произхода на Рилския чудотворец“ – в. „Църковен вестник“ от 25.VI.1946 г.
27. „Българска гимназия без български език“ – в. „Изгрев“, бр.545, г.II от 18.VII.1946 г.
28. „Стара българска литература от Хр. Недялков“ – в. „Радикал“, г. ХХХI, бр.39 от 22.VII.1946 г.
29. „Към нова културна дейност“ – в. „Изгрев“, бр.552 от 26.VII.1946 г.
30. „Творци на прогрес“ – в. „Изгрев“, бр.562 от 7.VIII.1946 г.
31. „Българинът Киприан Киевски, Московски и Всеруски митрополит“ – в. „Изгрев“, бр.569 от 15.VIII.1946 г.
32. „Изпит за по политическа зрялост“ – в. „Изгрев“, бр.579 от 27.VIII.1946 г.
33. „Руският академик проф. И. С. Державин и нашата история“ – в. „Изгрев“, бр.593 от 12.IХ.1946 г.
34. „Кончината на царете“ – в. „Изгрев“, бр.602 от 21.IХ.1946 г.
35. „Софиянецът Пимен Зографски“ – в. „Изгрев“, бр.613 от 4.Х.1946 г.
36. „Две думи за Рилския манастир“ – в. „Изгрев“, бр.622 от 15.х.1946 г.
37. „По въпроса за Суходолския манастир“ – в. „Изгрев“, бр.634 от 28.х.1946 г.
38. „Стари и нови идеали“ – в. „Изгрев“, бр.650 от 15.ХI.1946 г.
39. „За периодичния ни печат“ – в. „Изгрев“, бр.863, 24.ХII.1946 г.
40. „Принос към историята на нашите манастири“ – в. „Изгрев“, бр.693 от 6.I.1947 г.
41. „Най-плодовитият старобългарски книжовник“ – в. „Изгрев“, бр.727 от 18.II.1947 г.
42. „Раковски за църковната борба“ – „75 години българска Екзархия“, 28.II.1947 г.
43. „Революционната идеология на Раковски“ – в. „Изгрев“, бр.747 от 14.III.1947 г.
44. „Живот и поезия“ – в. „Изгрев“, бр.785 от 30.IV.1947 г.
45. „Раковски и турската власт“ – в. „Изгрев“, бр.851 от 18.VII.1947 г.
46. „Рилският светец и неговата обител“ от Ив. Дуйчев“ – сп. „Исторически преглед“, г.IV, 1947, кн.2, стр.253-259, 7 стр.
47. „Ив. Гошев, „Търновски царски надгробен надпис от 1388 година“ /“Български старини“, кн.14 /стр.501-507-„Известия на българското историческо дружество“, кн. ХХII–ХХIV, София, 1948 г., стр.6.
48. „Историческата обстановка във времето на Кирил и Методия“ – в. „Изгрев“, бр.2054 от 24.V.1951 г.
49. „Певец на Русия през ХVIII век“ – в. „Литературен фронт“, бр.43, г.VIII от 23.Х.1952 г.
50. „Кирило-методиевият въпрос в нова светлина“ – „Народен пастир“, г.IХ, бр.19-20 от 27.V.1953 г., 8 стр.
51. „Патриарх Кирил като книжовник“ – в. „Църковен вестник“, бр.19 от 15.V.1954 г.
52. „Големите Софийски библиотеки и българският периодичен печат“ – в. „Отечествен фронт“, бр.3502 от 2.ХII.1955 г.
53. „Старославянските имена на месеците“ – в. „Църковен вестник“, бр.48 от 17.ХII.1955 г.
54. „Коя азбука е създал Константин Философ /Св. Кирил/“ – в. „Църковен вестник“, г.59, бр.8, 20.II.1958 г.
55. „Първият Котленски книжовник“ – Юбилеен лист „90 години Народно читалище Съгласие – Напредък“ – Котел, 29.V.1960 г.
56. „Достоен син на България“ – в. „Сливенско дело“, г.ХIХ, бр.86 от 30.Х.1963 г.
57. „Бориловият синодик като исторически извор“ – сп. „Исторически преглед“, кн.6, 1963 г.,7 стр.
58. „Сава Доброплодни“ – сп. „Исторически преглед“, 1968 г., кн.4, стр.77-87.